# Zdzisław Wlazłowicz
Zdzisław Wlazłowicz (ur. 31 stycznia 1921 w Łodzi, zm. 4 maja 2012 w Pabianicach) – inżynier budownictwa lądowego, budowniczy wodociągu Łódź – Sulejów.

## Życiorys
Wlazłowicz był absolwentem Politechniki Gdańskiej, gdzie zdobył tytuł magistra inżyniera budownictwa lądowego. Zawodowo projektował i realizował inwestycje związane z gospodarką wodno-kanalizacyjną w Łodzi, Pabianicach i regionie. Pracował w Biurze Projektów Budownictwa Komunalnego w Łodzi oraz był głównym inżynierem w Miejskim Inspektoriacie Inwestycji w Pabianicach oraz był generalnym projektantem wodociągów miasta Łodzi i Pabianic. Pełnił funkcję dyrektora Zjednoczenia Gospodarki Komunalnej w Łodzi oraz dyrektora Budowy Oczyszczalni Ścieków i Wodociągów Sulejów – Łódź, będąc jedną z kluczowych osób odpowiedzialnych za jego realizację. Ponadto pracował jako zastępca dyrektora Wydziału Gospodarki Komunalnej w Urzędzie Miasta Łodzi, a także był współorganizatorem Ośrodka Sportów Wodnych (MOSiR) oraz od 1991 był prezesem Towarzystwa Gimnastycznego „Sokół” w Pabianicach.
Został pochowany 14 maja 2012 cmentarzu katolickim w Pabianicach.

## Odznaczenia i wyróżnienia
- Srebrny Krzyż Zasługi,
- Krzyż Kawalerski Orderu Odrodzenia Polski,
- Krzyż Oficerski Orderu Odrodzenia Polski,
- Krzyż Komandorski Orderu Odrodzenia Polski[4][5],
- Nagroda Miasta Łodzi (wraz z Mieczysławem Badziakiem) – nagroda za całokształt pracy przy budowie wodociągu Sulejów – Łódź[2]
- Honorowy Obywatel Miasta Pabianic (1996)[1].